# وداد المحبوب
وداد إبراهيم المحبوب (بالإنجليزية: Widad Elmahboub) هي عالمة فيزياء وفلك سودانية وأمريكية الجنسية .درست المرحلة الابتدائية و المتوسطة في امدرمان بالسودان 

## المؤهلات العلمية
- درست وداد إبراهيم المحبوب الفيزياء وعلوم الفضاء في السودان ومصر، وسافرت إلى هولندا عام 1988 بمنحة تعليمية من المجلس القومى للبحوث في السودان.
- حصلت على الماجستير في الهندسة الفيزيائية والدكتوراه في هندسة البيئة الفضائية من جامعة ويسكونسن ماديسون.
- تعمل وداد إبراهيم المحبوب أستاذة للفيزياء والرياضيات التطبيقية، بجامعة هامبتون بولاية فرجينيا.
- عملت أستاذة في قسم علوم الفضاء وأنظمة الاستشعار عن بعد، ثم درست الكواكب ومكوناتها وطرق تحليلها بوكالة ناسا.
- تعمل المحبوب هذه الفترة على دراسة كوكب المريخ واكتشاف أسراره والثروات المعدنية بالكوكب الأحمر.
- تعتبر أول عالمة عربية مسلمة تصل إلى هذه المناصب الأكاديمية والعلمية.[2]

على رغم صعوبة الانضمام إلى مراكز البحوث الفضائية وعلوم الفيزياء والرياضيات التطبيقية، خصوصاً بالنسبة إلى النساء، ثمة من أصررن، مثل (وداد المحبوب)(أميركية من أصل سوداني) على اقتحام تلك المواقع التي تبدو كأنها حكر على الرجال. وقد تفوقت المحبوب فيها. وأثبتت كفاءتها أكاديمياً وتفوقها تكنولوجياً. وصنعت إنجازات رائدة، ما وضعها في الصفوف الأولى من المجتمع العلمي.
فمنذ مراحل دراستها الابتدائية والثانوية، تأصلت في نفس المحبوب نزعة علمية جارفة دأبت على تغذيتها بمطالعة الكتب والمجلات العلمية المتوافرة حينذاك في «المركز الثقافي الأميركي» في الخرطوم. وبعد أن أنهت دراسة الفيزياء وعلوم الفضاء في السودان ومصر، سافرت في العام 1988 إلى هولندا بمنحة تعليمية من «المجلس القومي للبحوث» في السودان. وفي العام التالي، انتقلت إلى أميركا. وتابعت تخصصها في جامعة ويسكونسن- ماديسون حيث أنهت شهادة الماجستير في الهندسة الفيزيائية. ثم نالت الدكتوراه في هندسة البيئة الفضائية من الجامعة عينها. وحينها، كانت المحبوب أول امرأة أميركية وعربية تجمع بين تلك التخصصات وتصل إلى تلك الدرجة العلمية.
الأرض عن بُعد
استهلت المحبوب في حياتها المهنية بالعمل أستاذة في قسم علوم الفضاء وأنظمة الاستشعار عن بُعد. ثم انتقلت إلى دراسة مكوّنات الكواكب وتحليلها في «وكالة الفضاء والطيران الأميركية» (ناسا).
وسرعان ما تدرّجت في السلك الأكاديمي كي تصل إلى منصبها الحالي، حيث تعمل بروفسورة في علم الرياضيات التطبيقية، في جامعة هامبتون في ولاية فرجينيا. وإضافة إلى ذلك، تشرف المحبوب على «مركز علوم الأرض والفضاء والاستشعار من بعد»، الذي يضم مجموعة من الحواسيب الخارقة («سوبر كومبيوتر» Super Computer) تتمتع بخواص عالية الكفاءة. وتعمل أجهزة الـ«سوبر كومبيوتر» بنظام «المعلومات ذات الطيف الفائق» Hyper spectral Data. وتتشارك في تمويل المركز وكالة «ناسا» ووزارة الدفاع الأميركيتان. وتتولى المحبوب الإشراف على عدد من الطلاب الأميركيين في قسمي الماجستير والدكتوراه.
وفي حديث إلى «الحياة»، عرضت المحبوب أهم إنجازاتها علمياً في مجال استكشاف البيئة الفضائية. وقالت: «في عملي الراهن، يتمثّل الهدف الرئيسي في التأكد من وجود المياه والمعادن على سطح المريخ من خلال تحليل المعلومات المتواصلة التي تبثها المركبات الفضائية والأقمار الاصطناعية. أحياناً، ينطلق العمل من صور مشوشة وغير واضحة نعمل على تنقيتها في المختبر وإزالة ما فيها من شوائب عبر أجهزة متطورة، ومن خلال استخدام الطُرُق المنهجية في الرياضيات التطبيقية. وفي نهاية الأمر، نحصل على صور فضائية نقية وواضحة تماماً».
ولفتت المحبوب إلى بعض الحقائق المهمة في مجال عملها، وقالت: «من خلال دراسة المواد المعدنية، تبين أن الماء موجود في كوكب المريخ ما يعني أن من المحتمل ان تكون بعض أشكال الحياة قد نشأت فيه قبل حقب سحيقة... ولعل الكوكب الأحمر تعرّض لتغيّرات كارثية أخفت معالمه بشكل جذري.
وأشارت إلى أن نسبة الأوكسجين على سطح المريخ لا تتعدى 2 في المئة، فيما يحتاج الإنسان إلى وسط تصل نسبة الأوكسجين فيه إلى 21 في المئة، كي يبقى على قيد الحياة. وسجلت المحبوب ابتكاراً في هذا النوع من البحوث لدى وكالة «ناسا» تحت عنوان «نموذج رياضياتي مؤتمت عن معادن المريخ» (Computerized Mathematical Model for Mars Minerals).
ووصفت إنجازها الآخر قائلة: «يتمثّل تحديد المواقع على سطح الأرض وتقسيمها وتصويرها بدقة متناهية وتحليلها عبر كومبيوترات عملاقة تستخدم نظام «المعلومات ذات الطيف الفائق». وقالت: «استخدمنا 224 حزمة ضوئية تحمل المعلومات التي تأتي من شبكات الأقمار الاصطناعية. ثم قسّمنا الحزم الضوئية، ما أدى إلى تحسين جودة الصورة عبر تقسيمها إلى أجزاء صغيرة... فكلما كانت الحزمة صغيرة كلما أصبحت نقية ورؤيتها واضحة».
أشارت المحبوب إلى أن هذه التقنيات تستخدم في استكشاف الثروات الطبيعية الموجودة على سطح الأرض وباطنها مثل تحديد مواقع حقول البترول والمعادن وغيرها. وأوضحت أن التقنيات ذاتها تستعمل أيضاً في أغراض المسح الجيولوجي والاركيولوجي لمعرفة المكوّنات الأساسية للأرض وما تتعرض إليه من تغيرات وكوارث طبيعية. وسجلت المحبوب براءة اختراع عن ابتكار في علم الرياضيات متصل بهذا النوع من الرصد، حمل اسم «نموذج رياضياتي عن التصنيف العالي الدقة» Model for Highly Accurate Classification.
وتقديراً لجهودها العلمية والتكنولوجية، حظيت المحبوب بعدد من الجوائز المادية والمعنوية من وكالة «ناسا» ومجموعة من المؤسسات العلمية في أميركا. كما حظيت بعضوية عدد من الجمعيات العلمية، يأتي في مقدمها «الجمعية الأميركية للرياضيات». كما هي عضو في لجنة تدير القمرين الاصطناعيين «إيمز» AIMS و«كاليبسو». وهذان القمران ملك لجامعة «هامبتون»، وتموّلهما وكالة «ناسا»، ويعملان في مجال دراسة السحب الثلجية في الأرض. ونشرت المحبوب عشرات الأوراق العلمية في المجلات العالمية المتخصصة حول أنظمة الاستشعار من بعد والأقمار الاصطناعية وبرامج الكومبيوتر الذكية وتقنيات التصوير والإشارات الضوئية وغيرها. وحول مدى إفادة السودان من بحوثها وعلومها، أشارت المحبوب إلى انها راغبة في تطوير بلدها كي يتمكن من دخول صناعة الفضاء واستغلال ما يتمتع به ثروات طبيعية. وكذلك تحدثّت عن تجربتها كأول عالمة عربية مسلمة تصل إلى مناصب أكاديمية وعلمية رفيعة. وقالت: «من الطبيعي ان تُسلّط الأضواء على امرأة تشغل مثل هذه المناصب، ولكن بقدر كبير من الإعجاب والثناء، انما لم يخل الأمر أحياناً من التمييز العنصري».

## أقرأ أيضا
- قائمة أقوى 100 امرأة عربية لعام 2016